# Photographie contemporaine
 (décembre 2020).
Si vous disposez d'ouvrages ou d'articles de référence ou si vous connaissez des sites web de qualité traitant du thème abordé ici, merci de compléter l'article en donnant les références utiles à sa vérifiabilité et en les liant à la section « Notes et références ».
La photographie contemporaine regroupe, d'un point de vue chronologique, les images photographiques réalisées des années 1980 à nos jours. 

## Un concept difficile à définir
La difficulté de catégorisation de ces productions photographiques, à l'ère où nos sociétés sont imprégnées par l'omniprésence des images, conduit l'historien de la photographie Michel Poivert, auteur  en 2002 d'un livre sur le sujet, à les qualifier de « pratiques photographiques contemporaines ». 
De nombreuses réflexions autour de cet ensemble abstrait, notamment son statut sont toujours d'actualité. De la vocation documentaire de la photographie exemplifiée par les pratiques photojournalistiques ou archivistiques, à une démarche plus plasticienne où l'image photographique devient une mise en scène primant sur la fidélité du réel, les pratiques photographiques contemporaines affichent différentes facettes. 
Cette originalité pose cependant la problématique d'une définition nette. Néanmoins, un fil conducteur ayant pour ancrage l'influence des avant-gardes artistiques, dessine le déroulement évolutif de la conception individualiste de l'artiste (en réaction aux principes académiques régis par l'institution des Beaux-Arts, entre autres) ou encore une transformation du regard sur le monde, liée aux contextes politiques, sociaux ou industriels. 
La question de la réappropriation de différentes formes artistiques antérieures, actualisées en miroir du monde actuel, appelle néanmoins à synthétiser une intention commune, celle de l'historicisation. 
Certains exemples de ces pratiques photographiques font état de cette dualité art/document quant à son statut.
Le polymorphisme des pratiques, associant la photographie à des pratiques artistiques telles que les installations (comme chez Christian Boltanski ou Alfredo Jaar, où le cliché photographique devient élément plastique par exemple), le cinéma (l'influence de la chronophotographie et des rapports entre image fixe et image animée dont les photographies sérielles de Duane Michals font état) ou encore la peinture (comme les Vanités chez Joel-Peter Witkin, ou encore l'exemple de Picture for Women de Jeff Wall inspiré par Un bar aux Folies Bergère d'Edouard Manet réalisé 1881).
Ces exemples hétéroclites exhaustifs, où chaque production véhicule un message ainsi qu'une intention artistique singulière et propre à son auteur, renforcent le caractère "inclassable" de la photographie contemporaine, tout autant qu'ils accentuent l'interrogation sur la photographie comme art (est-il l'objet d'art) ou le document (l'instrument permettant la constitution de l'œuvre).
L'historicisation de pratiques artistiques antérieures renouvelées sont matérialisées par d'autres influences, évoquant une position critique. Le cas du portrait, jadis exécuté en miroir d'un individu au rang social élevé devient le reflet d'une société populaire comme chez Diane Arbus ou Nan Goldin). D'autres genres comme ceux du paysage perdurent également, comme chez Andreas Gursky, mais l'immobilité du regard  sur une nature figée devient mouvante, sur des rapports d'échelle oscillant entre macrocosme et microcosme, tout en rappelant les qualités chromatiques des œuvres picturales des siècles passés.

## Les facteurs d'émergence d'un nouveau paradigme
La concommitance de plusieurs facteurs :
- Adobe Photoshop
- Les galeries photographiques
- Les photographes chinois
- Etc.

## Quelques-uns des photographes contemporain(e)s
Par ordre alphabétique :

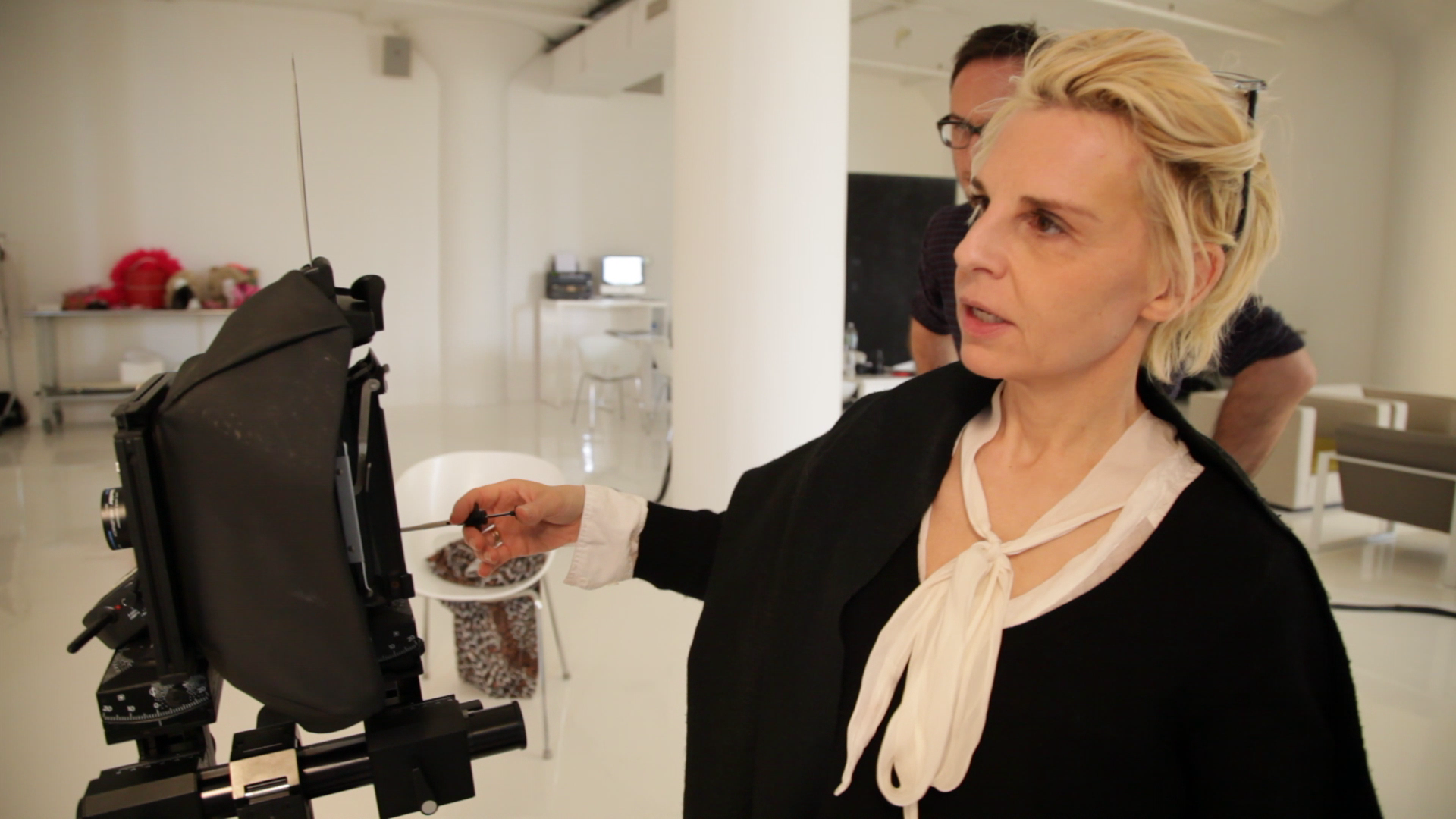
Valérie Belin, photographe plasticienne, militante égalité HF.
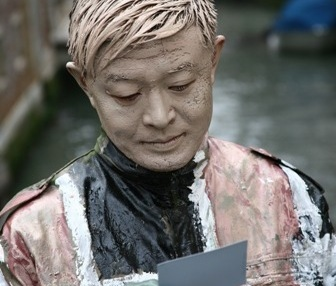
Liu Bolin, plasticien photographique chinois, « l’homme invisible ».
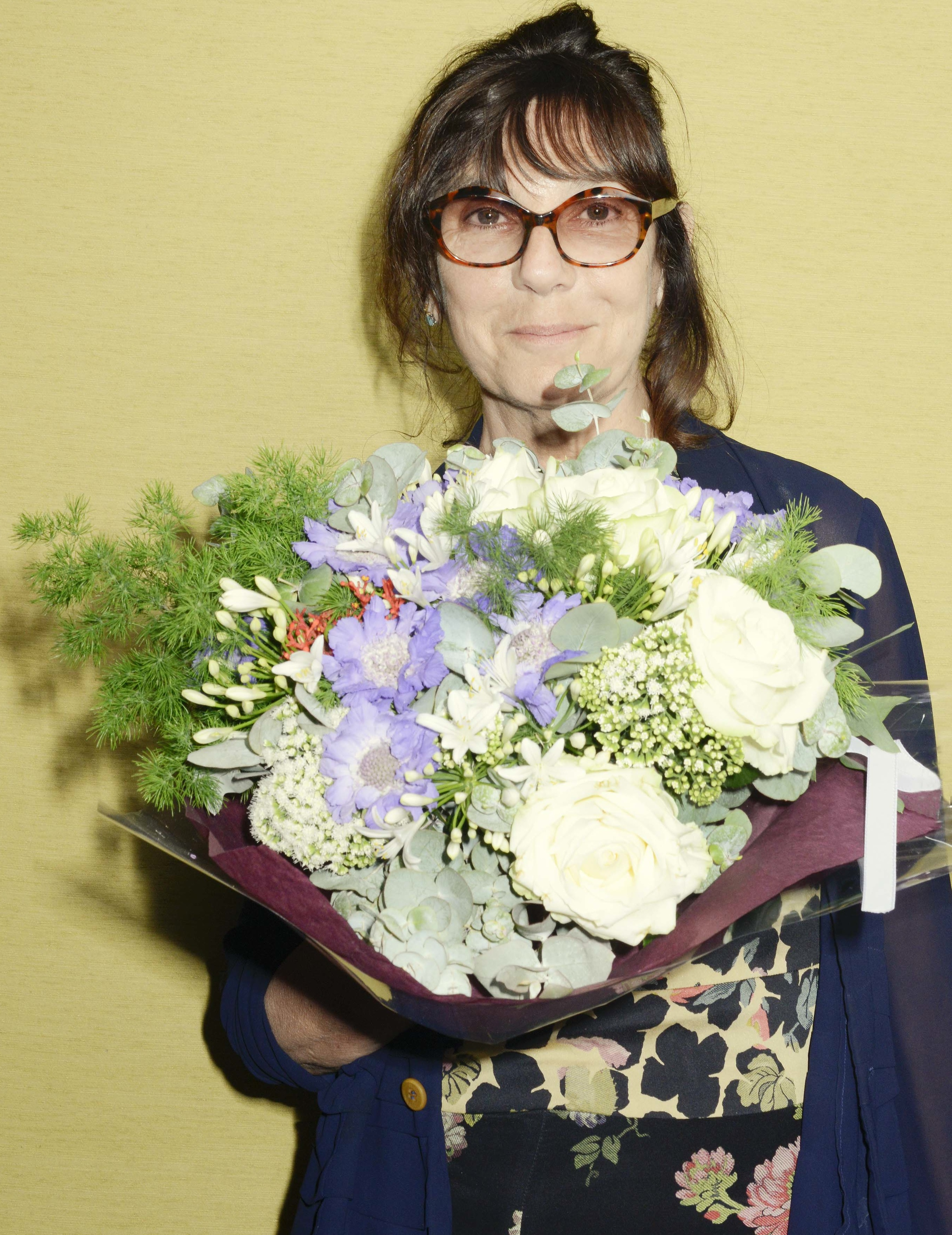
Sophie Calle,
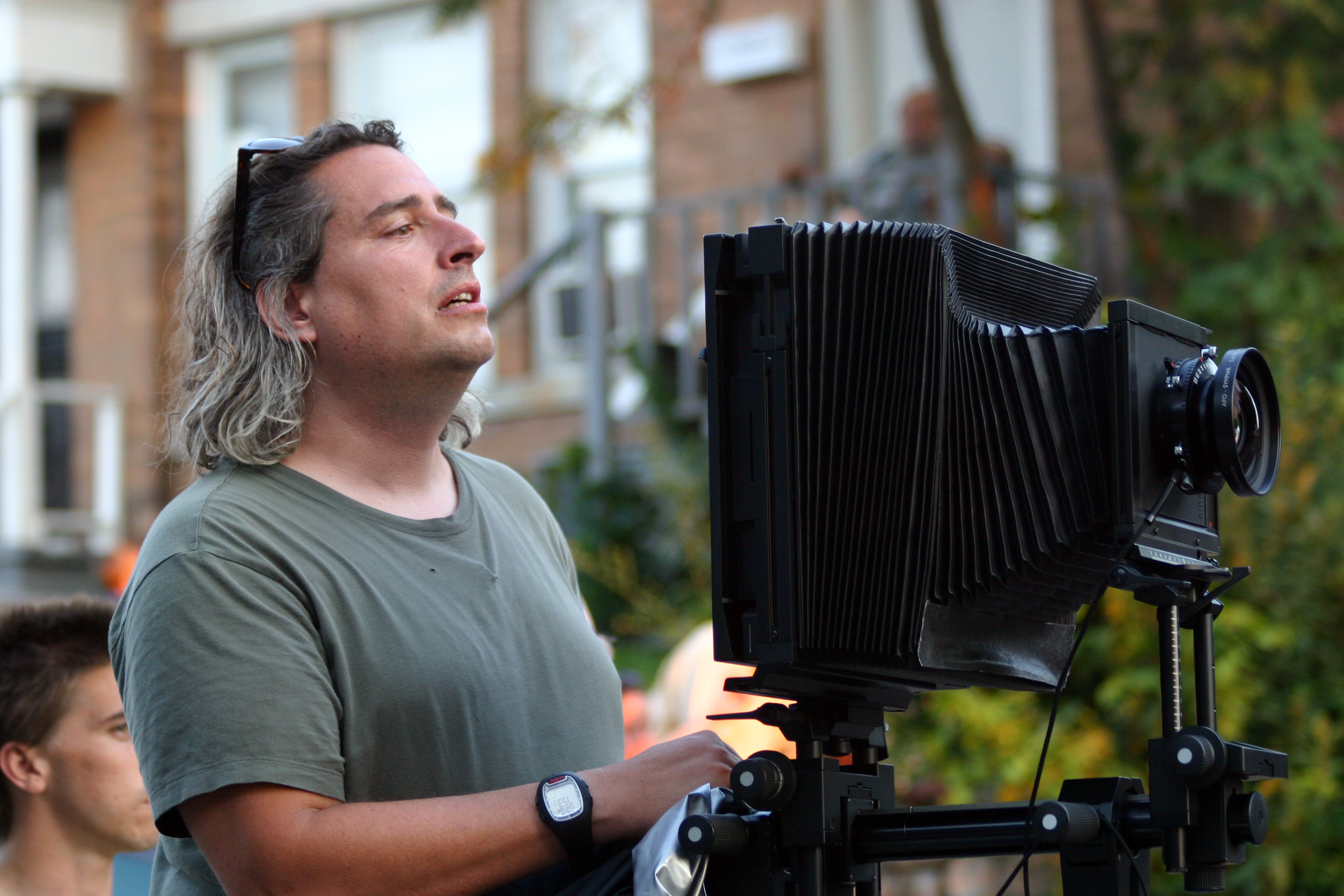
Gregory Crewdson, photographe de tableau photographique, avec sa chambre 8x10.
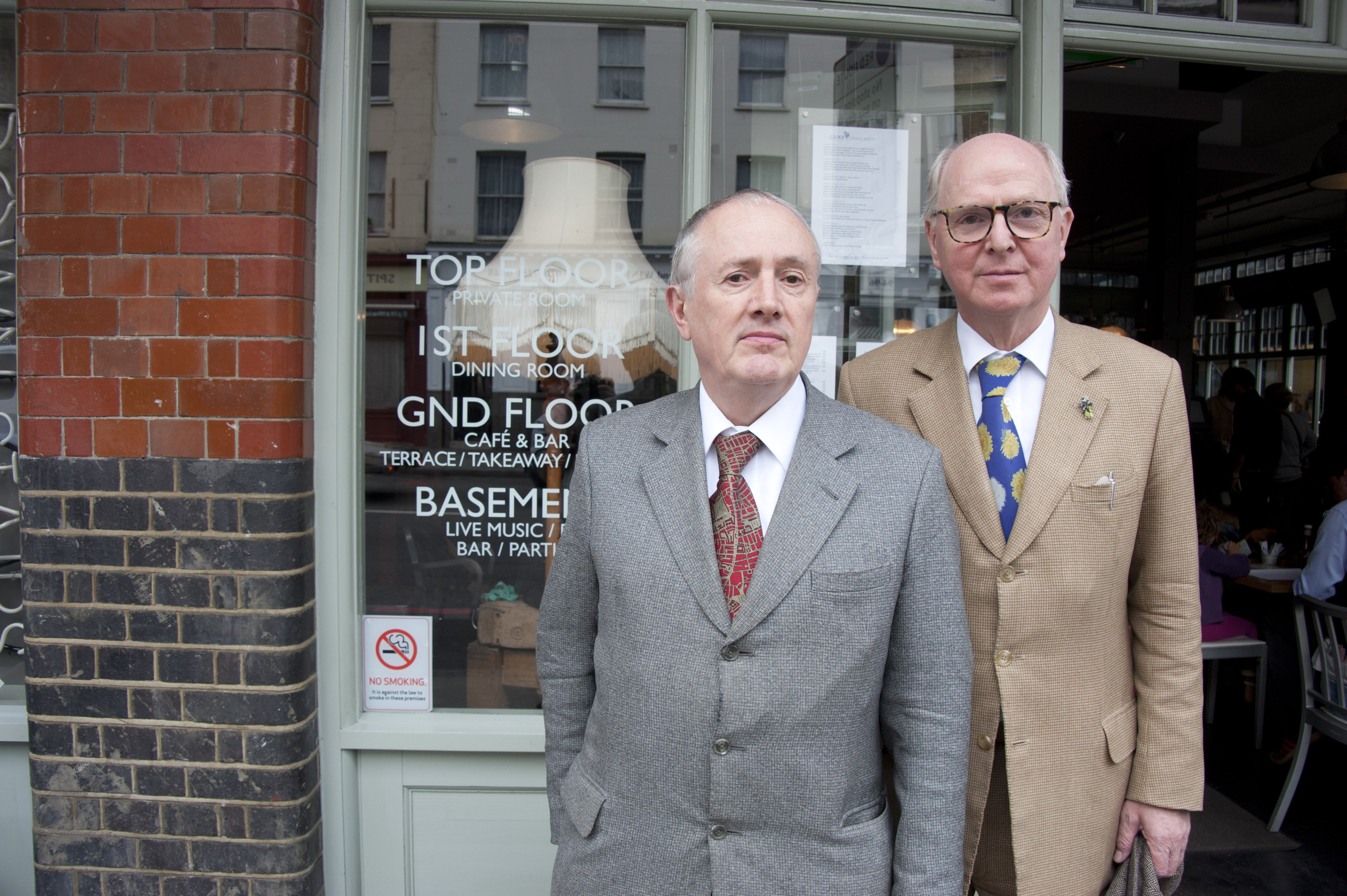
Gilbert et George, le duo de photographes plasticiens britanniques.
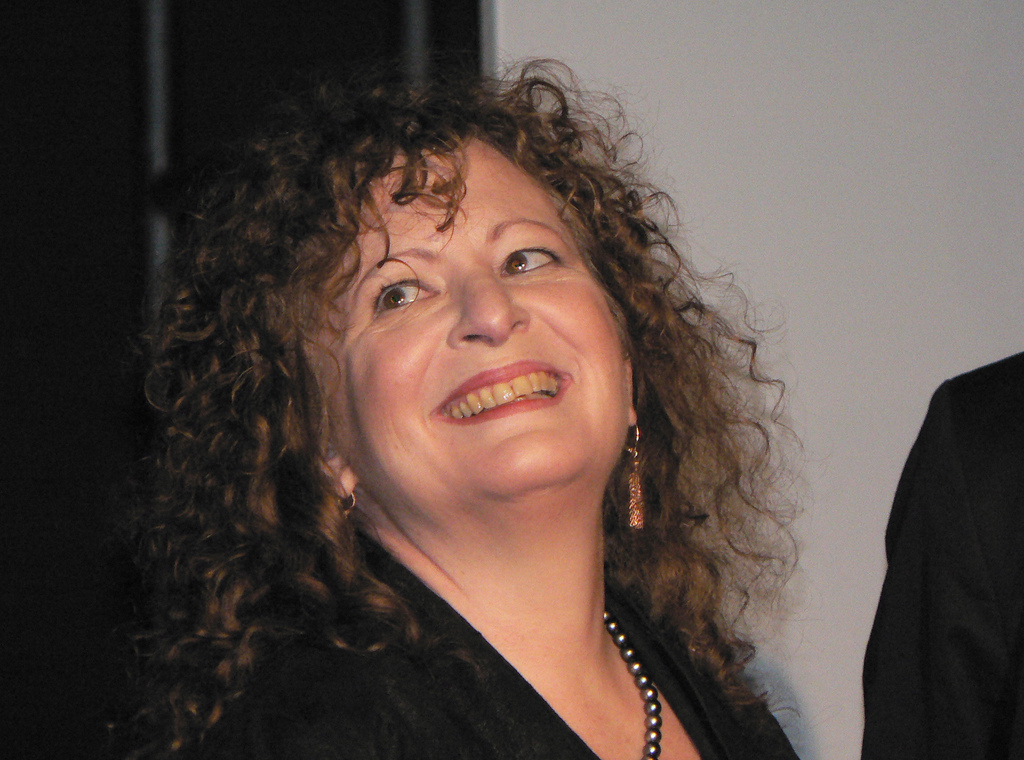
Nan Goldin, autoportraitiste de sa vie intime
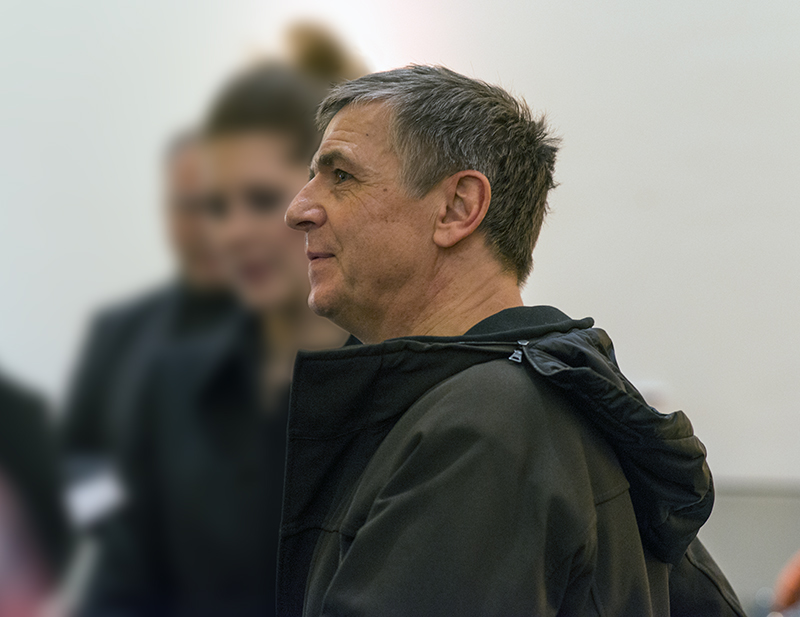
Andreas Gursky Le  artiste photographe allemand, au musée K21, Dusseldorf, en 2013.
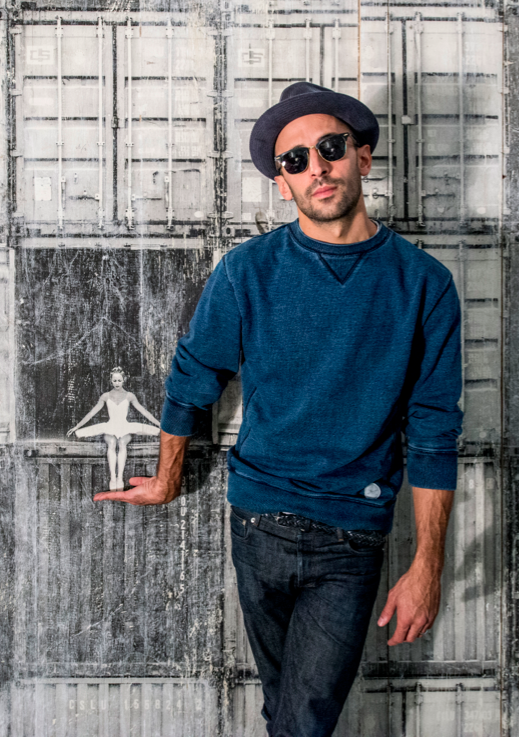
JR, plasticien photographe français. Des installations photographiques démesurées et provocatrices
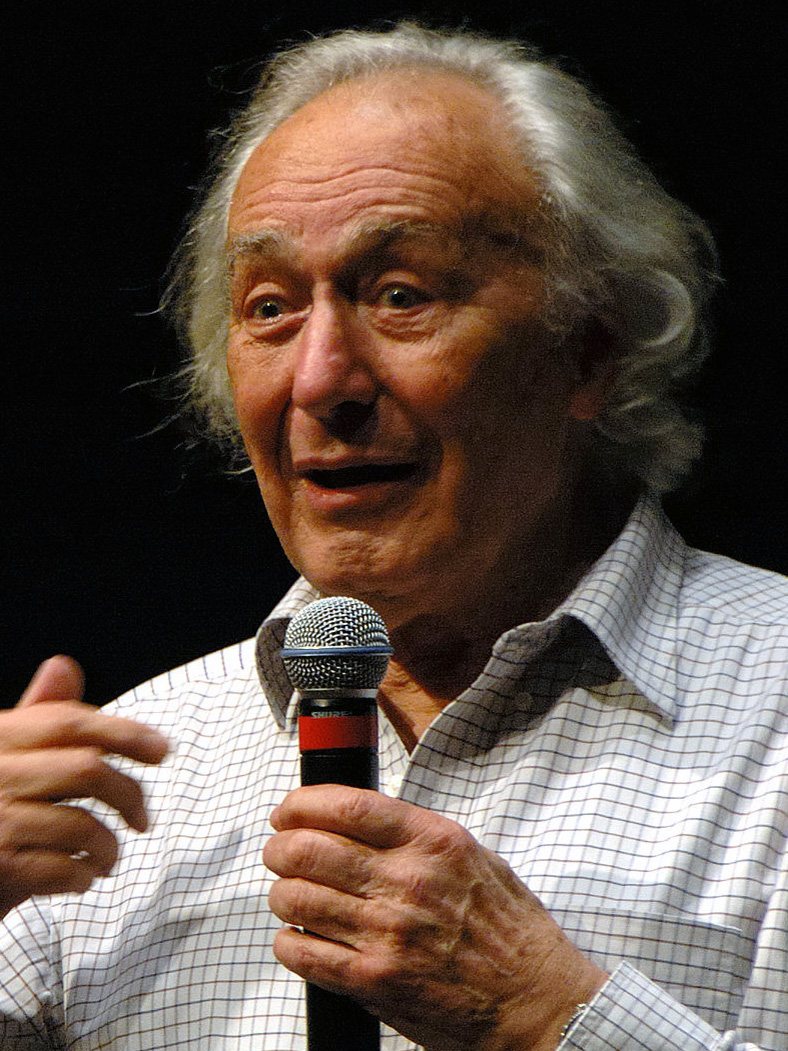
William Klein, pour ses contacts peints.
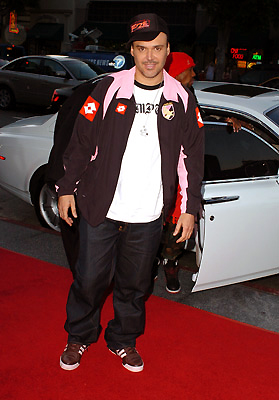
David LaChapelle
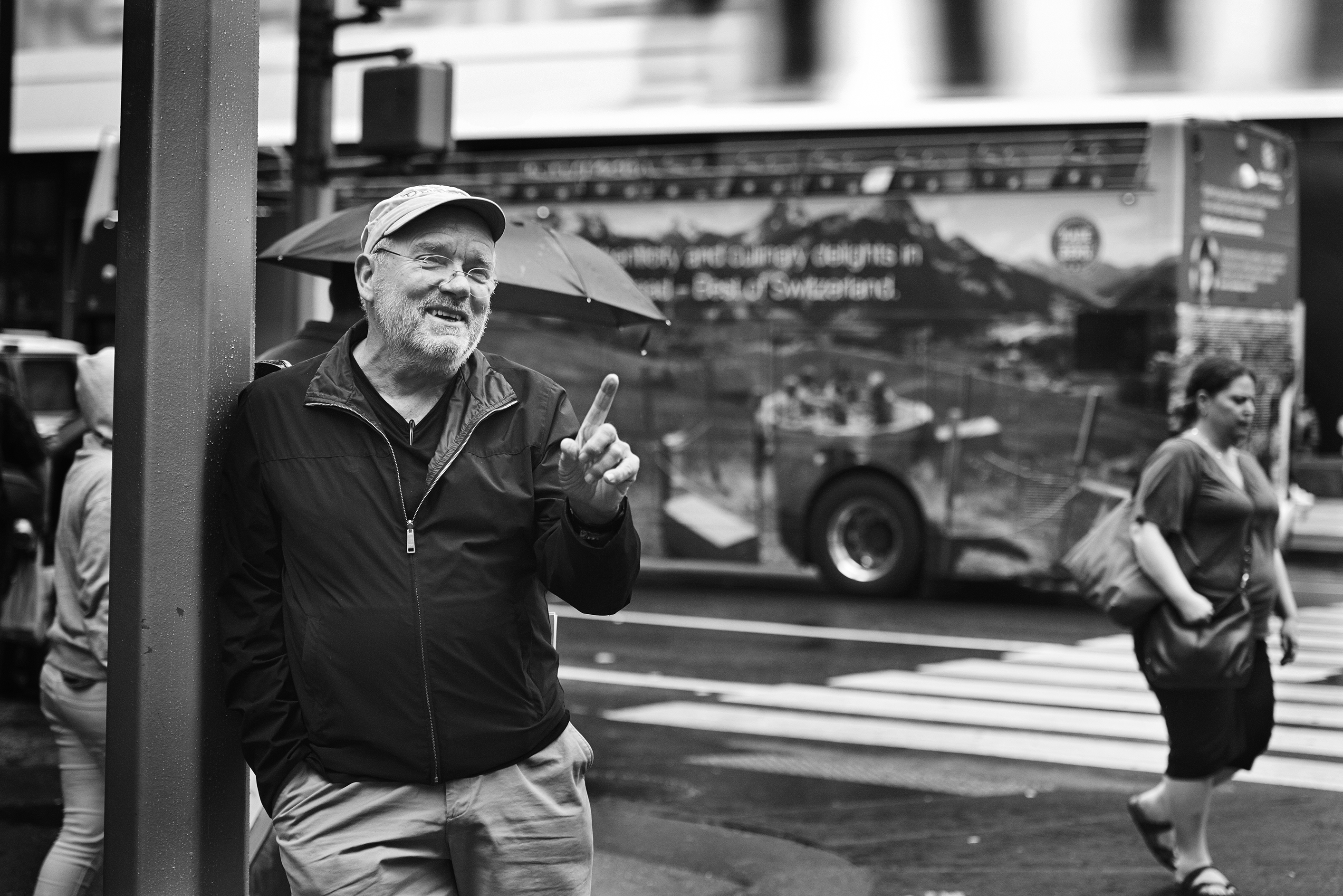
Peter Lindbergh, photographe de mode allemand, dans une rue de New York, en 2016.
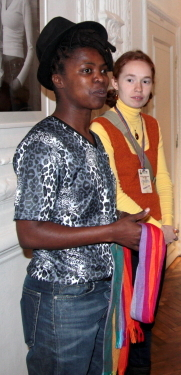
Zanele Muholi, photographe sud-africaine, militante féministe de la cause LGTB.
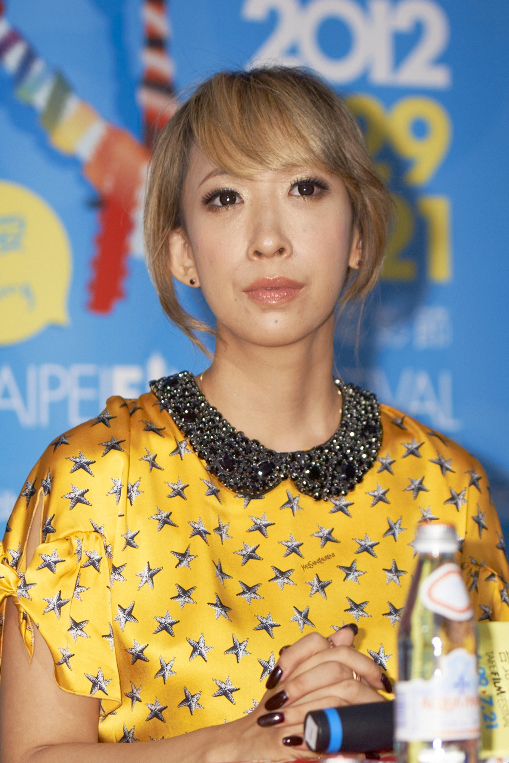
Mika Ninagawa, japonaise. Des couleurs
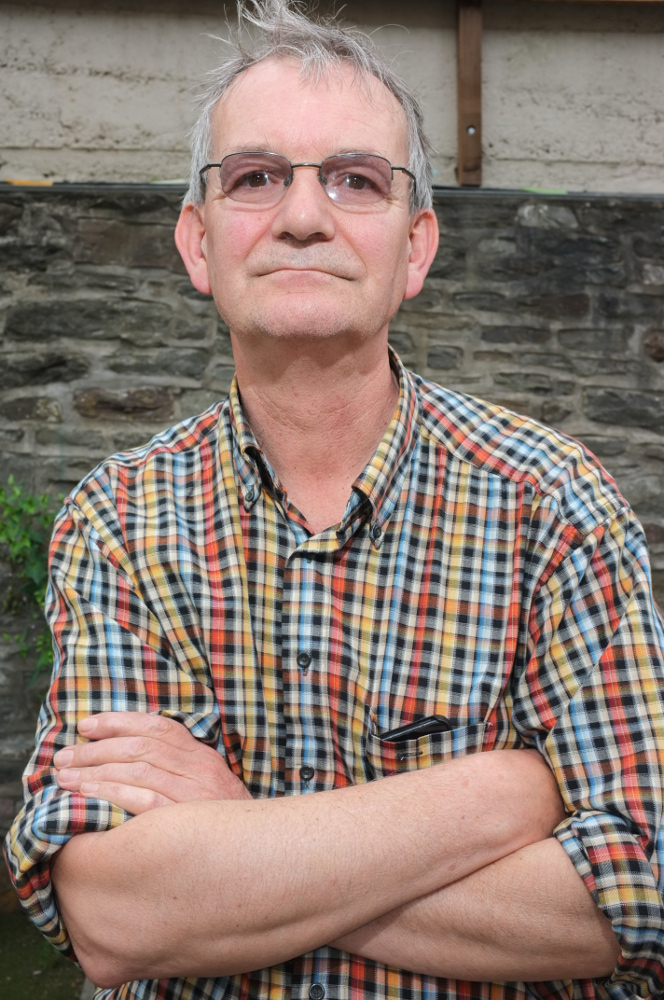
Martin Parr
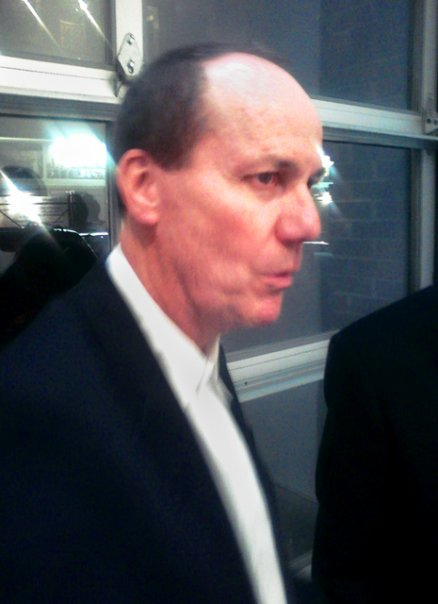
Richard Prince, le cow-boy Untitled
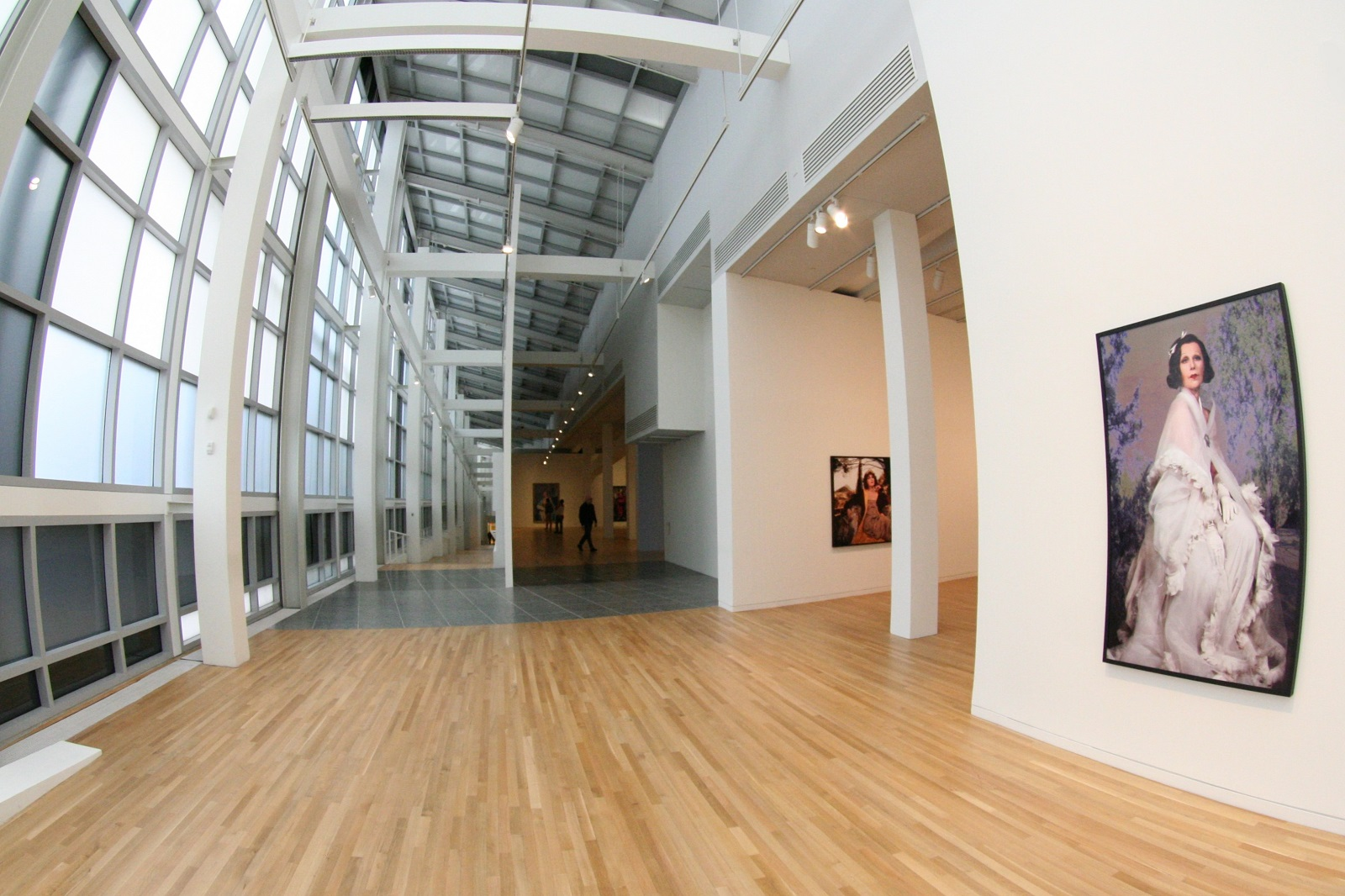
Cindy Sherman Un de ses autoportraits exposé au Wexner Center for the Arts
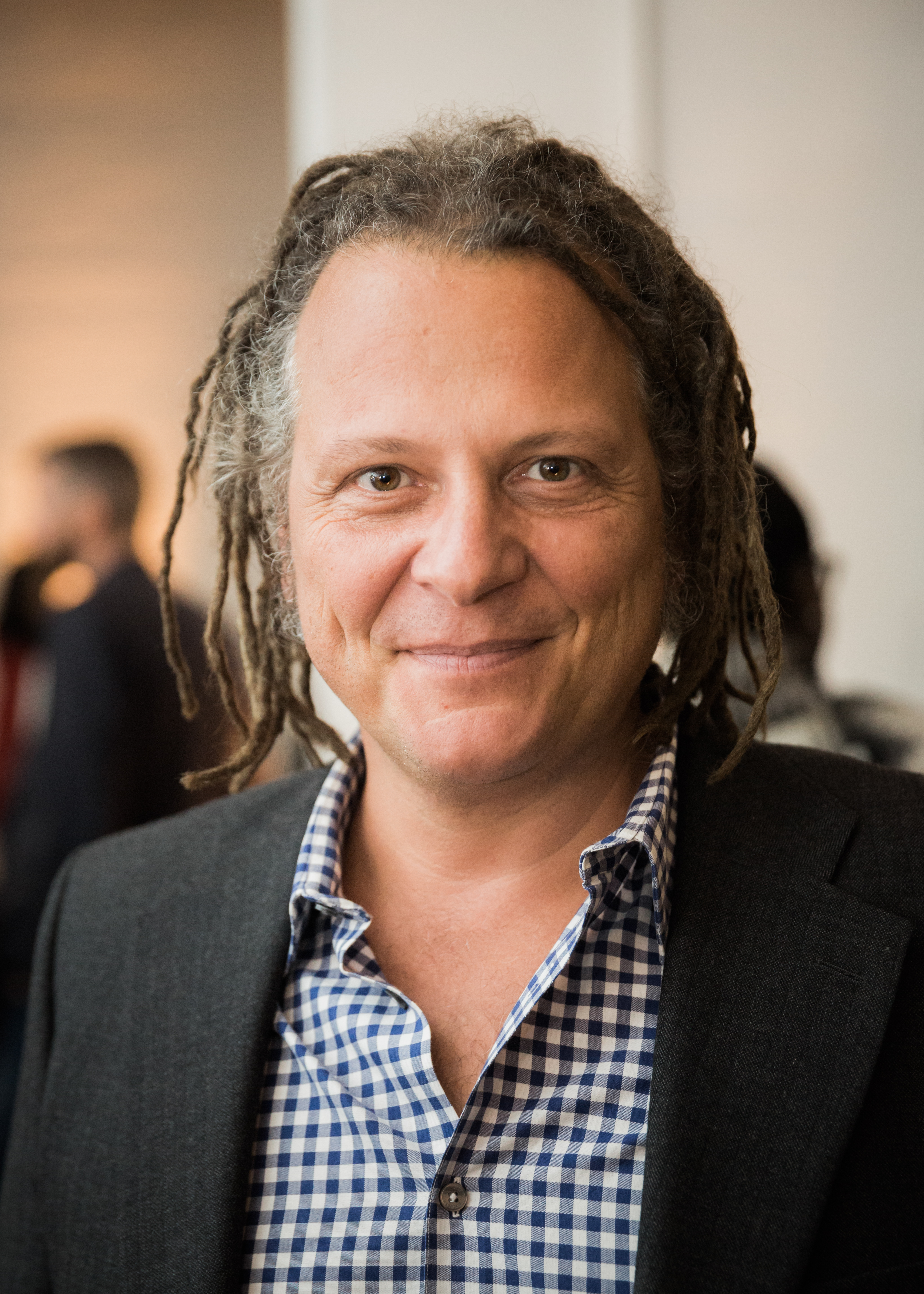
Martin Schoeller, photographe portraitiste allemand, Obama, Trump, les femmes culturistes, les hommes et les femmes de Pernod Ricard, etc.
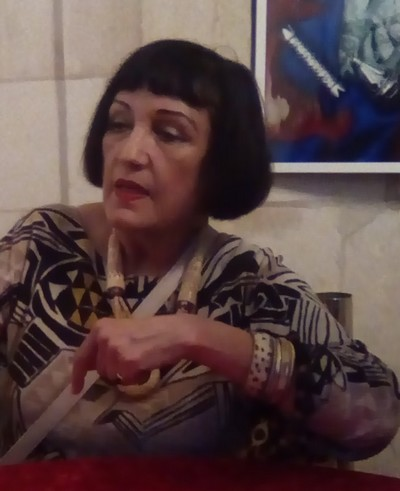
Christine Spengler, photographe de guerre et plasticienne
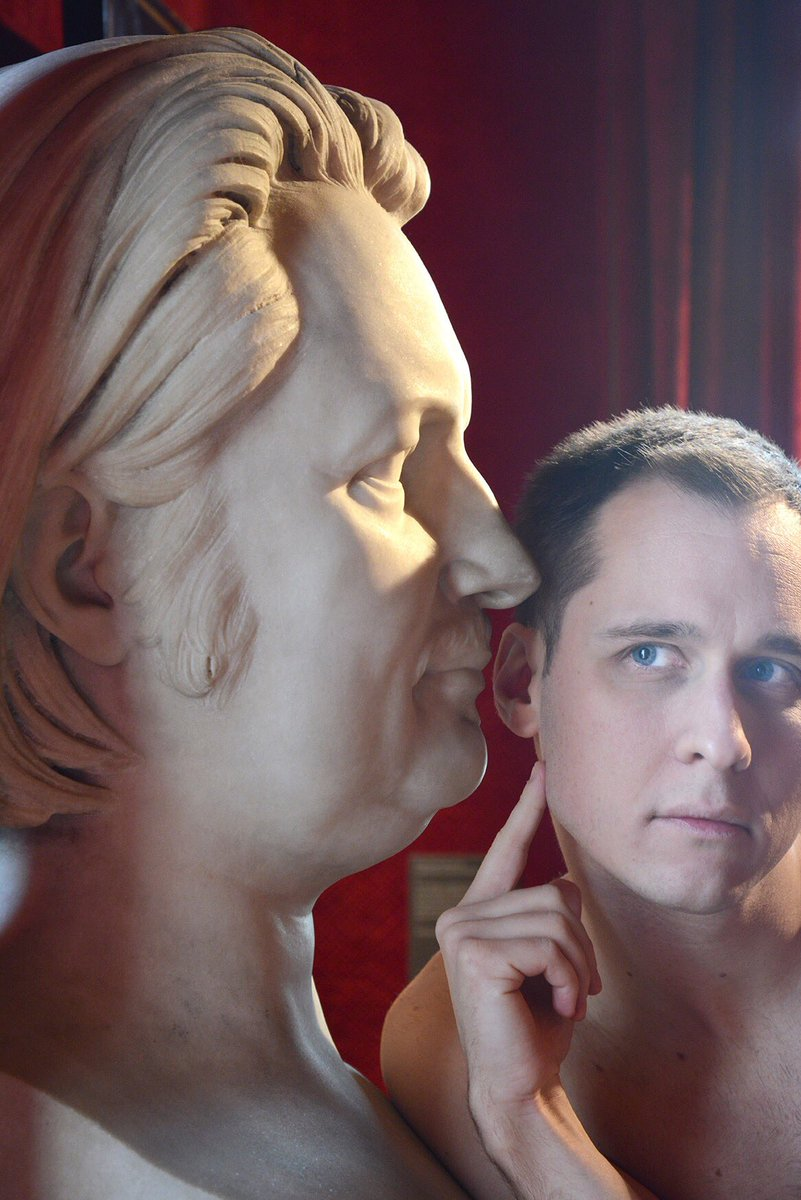
Julien Spiewak, photographe plasticien qui réalise le projet "Corps de style" dans des musées
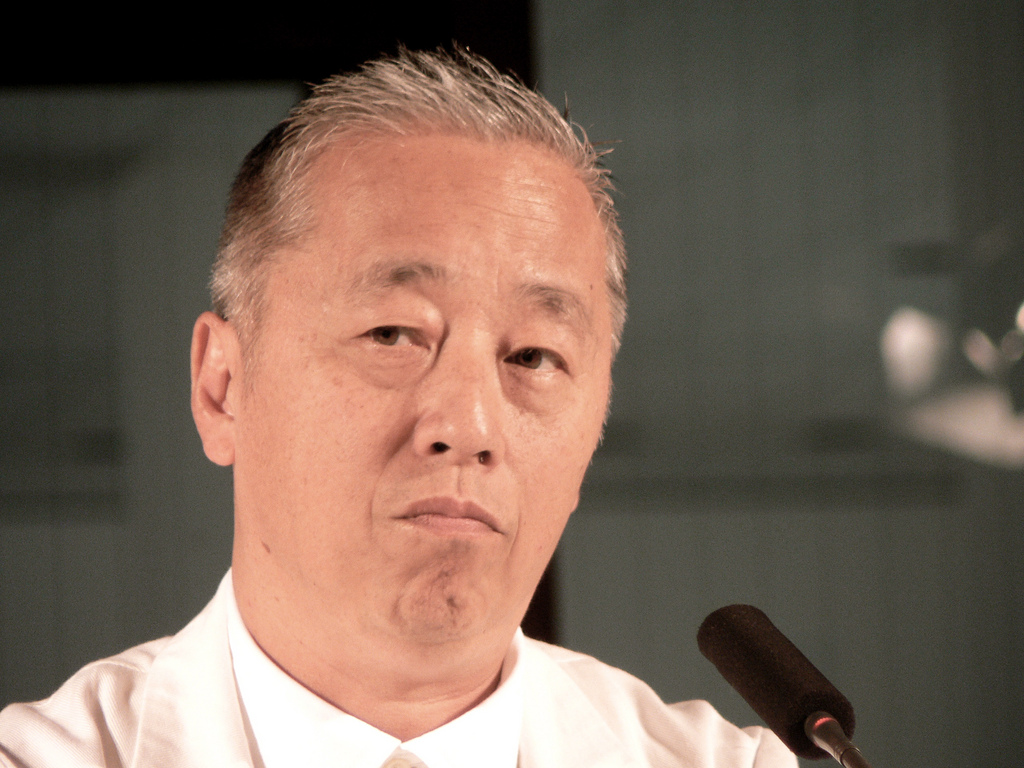
Hiroshi Sugimoto, photographe plasticien japonais
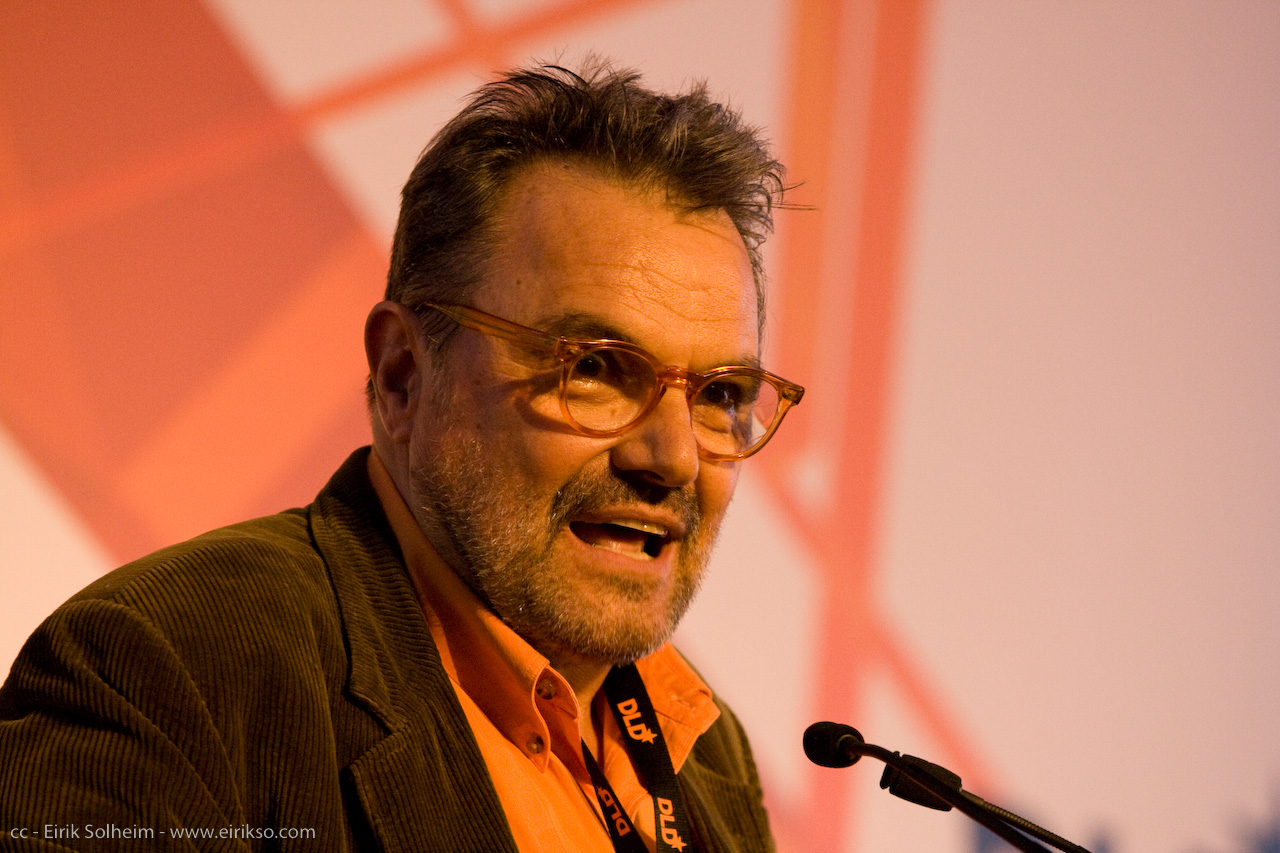
Oliviero Toscani, photographe italien des campagnes Benetton.
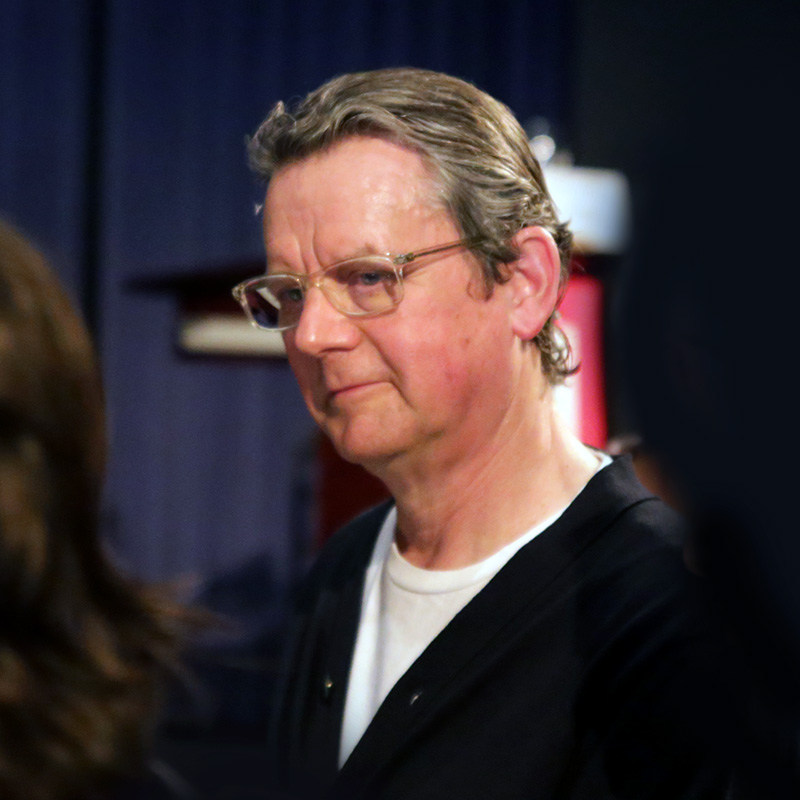
Jeff Wall, ses caissons lumineux

Et aussi ; 
- Bernd et Hilla Becher
- Sophie Calle
- Luc Delahaye
- Henri Foucault
- Nan Goldin
- Andreas Gursky
- Martin Parr
- Wang Qingsong
- Philippe Ramette
- Sophie Ristelhueber
- Satoshi Saïkusa
- Cindy Sherman
- Julien Spiewak
- Thomas Struth
- Jeff Wall
- Li Wei
- Du Zhenjun
- Floriane de Lassée
- Nicolas Henry
- Zhou Chengzhou

ainsi que les photographes plasticiens.

## Photographie contemporaine et photographie plasticienne
Un des courants importants de la photographie contemporaine est la photographie plasticienne.

## Exposition
- « Tendances de la photographie contemporaine », Centre Pompidou, 2011.